# Carposina atlanticella
Carposina atlanticella — вид лускокрилих комах родини карпосинід (Carposinidae).

## Поширення
Ендемік португальського острова Мадейра, що знаходиться біля західного узбережжя Африки.

## Опис
Розмах крил до 15 мм. Передні крила світло-сірі з рудувато-коричневим візерунком. Задні крила монотинно світло-сірі.

## Біологія
Личинки живляться листям Myrica faya.